# Contea di Tift
La contea di Tift (in inglese Tift County) è una contea dello Stato della Georgia, negli Stati Uniti. La popolazione al censimento del 2000 era di 38 407 abitanti. Il capoluogo di contea è Tifton.